# Iacobeni, Sibiu
Iacobeni, mai demult Iacășdorf, (în dialectul săsesc Jakosdref, Jôkestref, Giukestref, Giukesdrêf, în germană Jacobsdorf, Jakobsdorf, Jakeschdorf, în maghiară Jakabfalva), este satul de reședință al comunei cu același nume din județul Sibiu, Transilvania, România. Se află în partea de est a județului.

## Istoric
Se pare că acest sat, pe numele său german Jakobsdorf (Satul lui Iacob), este una dintre cele mai timpurii comunități săsești din Transilvania chiar dacă prima atestare documentară a comunei apare abia în 1309.

## Date demografice
În 1986 trăiau în sat 403 sași și 550 rromi.
La recensământul din 2002, în sat trăiau 2.693 locuitori (din care 2.100 români).
La ultimul recensământ mai trăiau numai 5 sași în localitate.

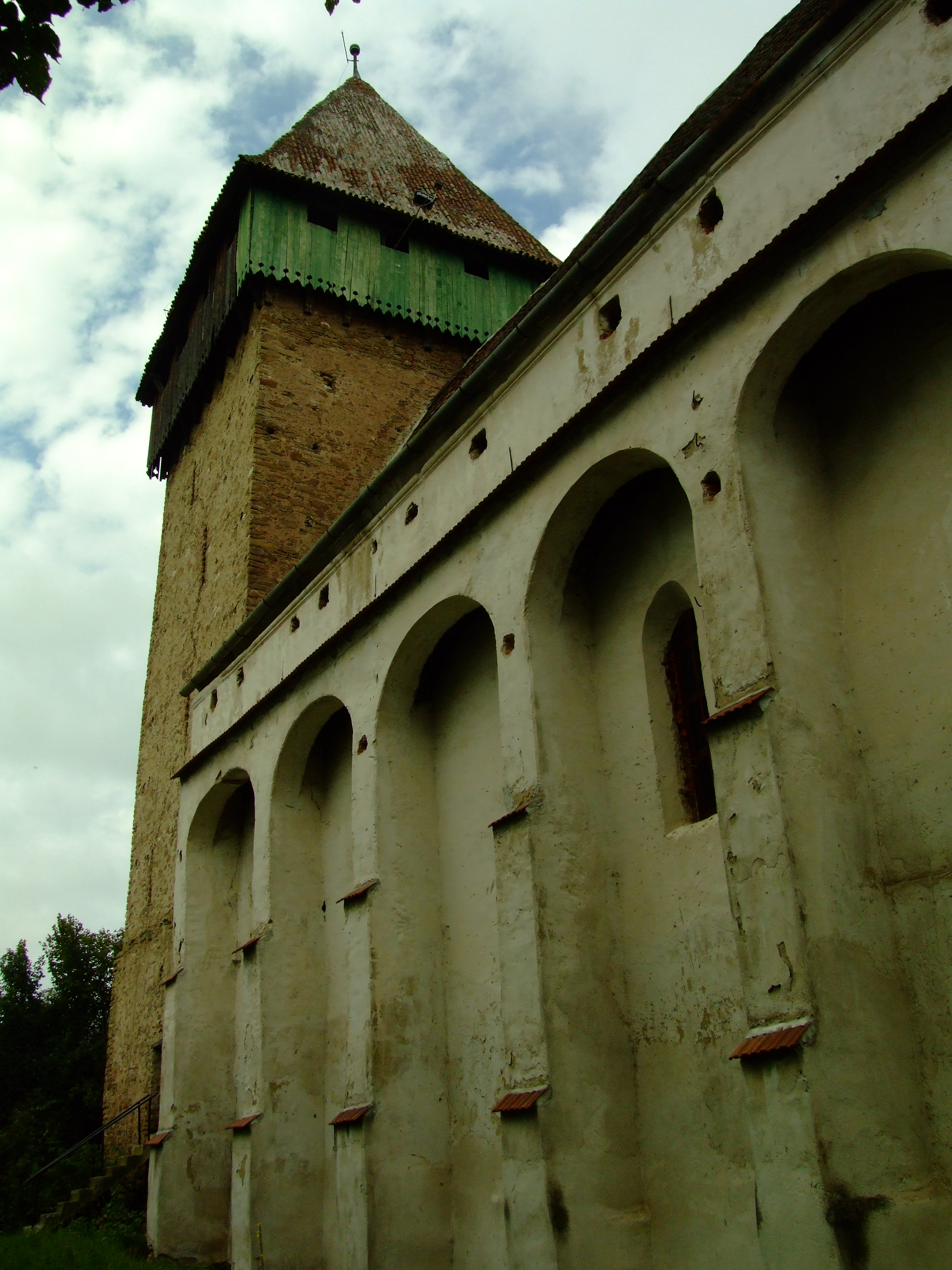
Biserica fortificată

## Obiective memoriale
- În cimitirul eroilor germani din Primul Război Mondial, amplasat pe Dealul Kreutberg, sunt înhumați 15 militari. Cu câteva excepții, mormintele nu sunt marcate cu însemne de căpătâi.
- Parcela eroilor germani din cele două războaie mondiale este amplasată în cadrul cimitirului evanghelic. În această parcelă sunt înhumați 24 eroi germani din care 13 din Primul Război Mondial și 11 din Al Doilea Război Mondial.

## Galerie

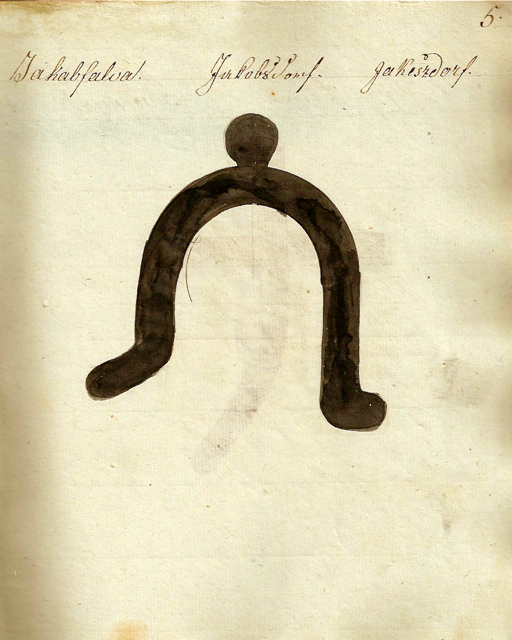
1826 - Danga pentru vite
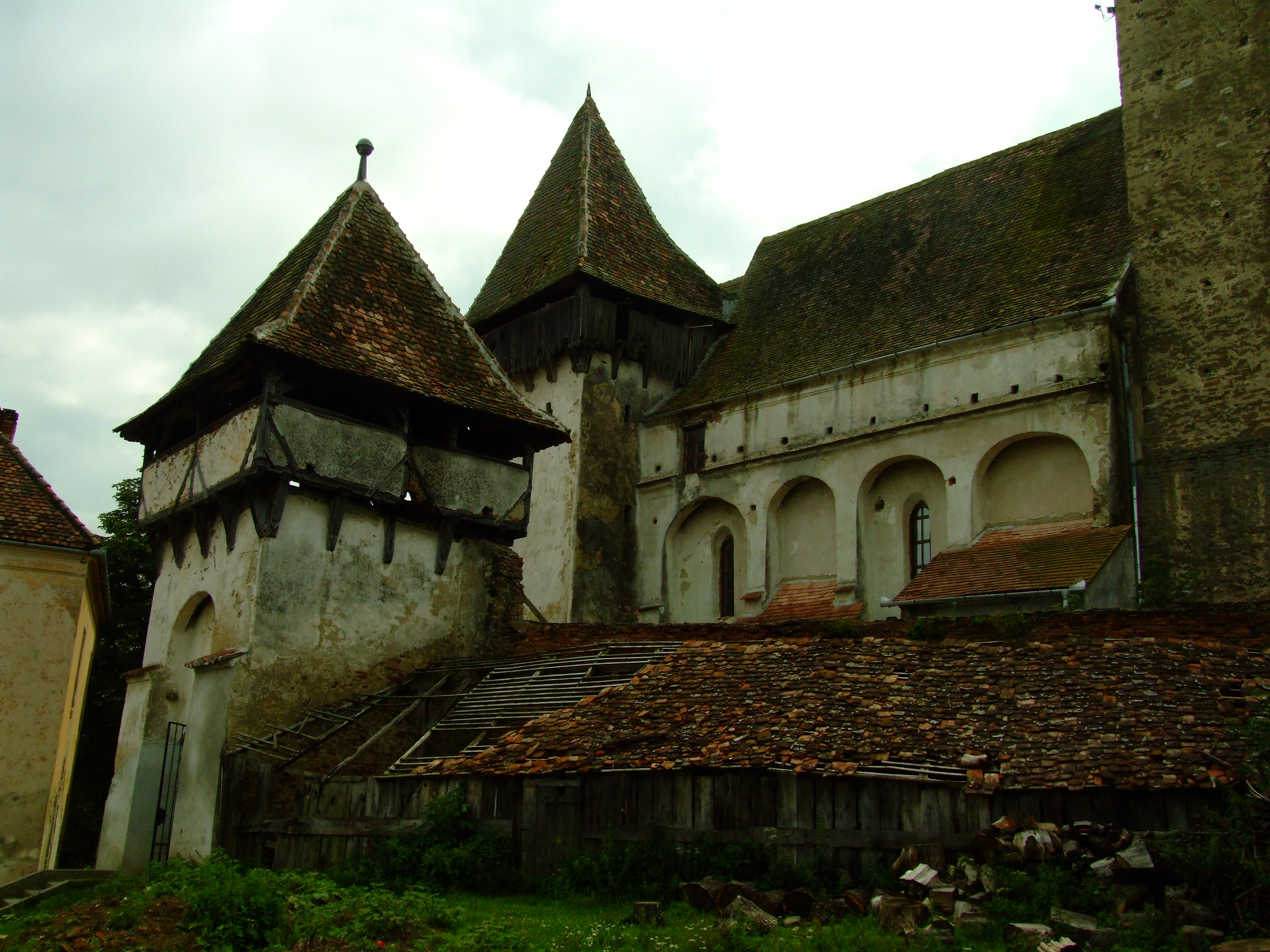
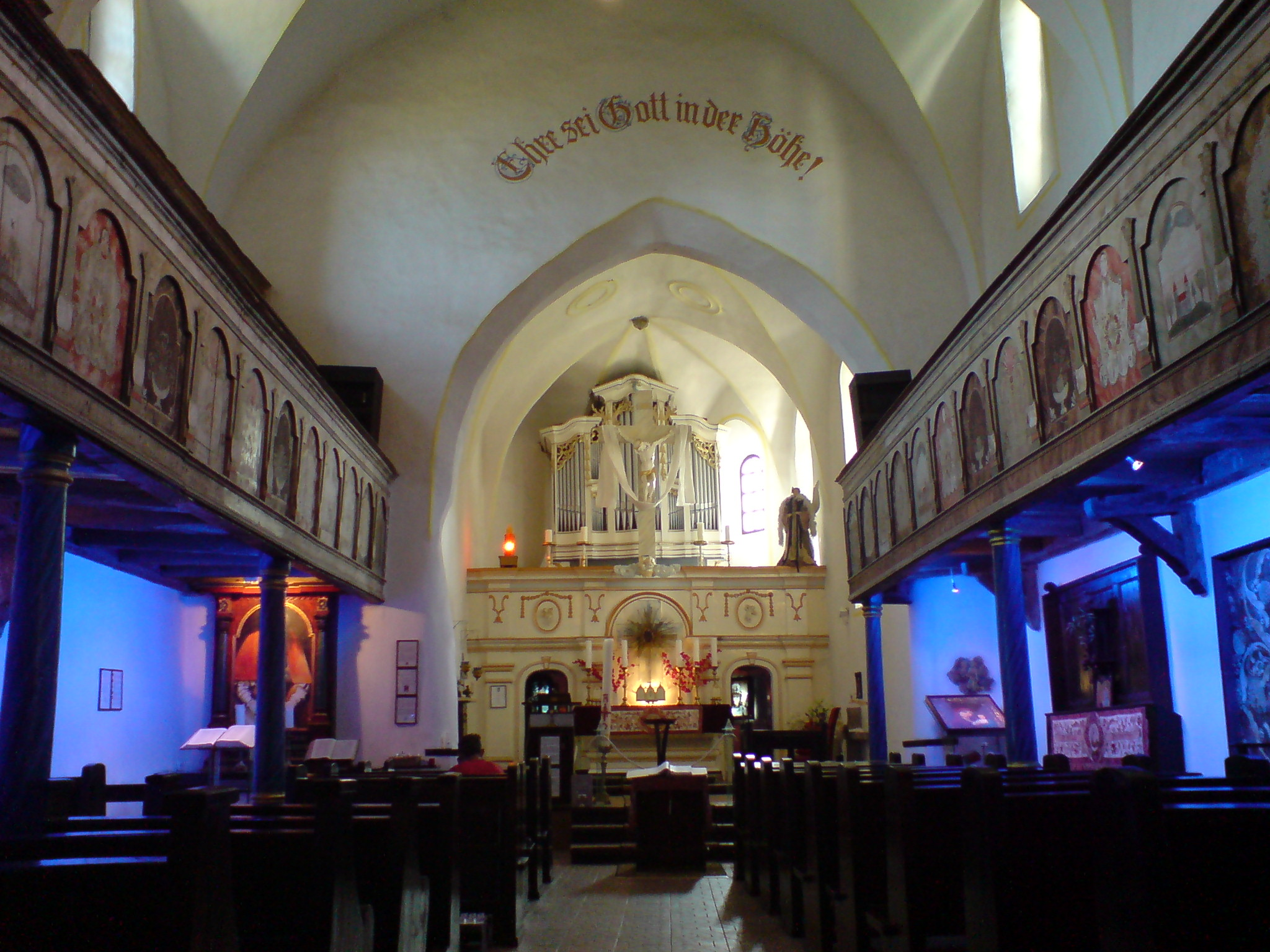
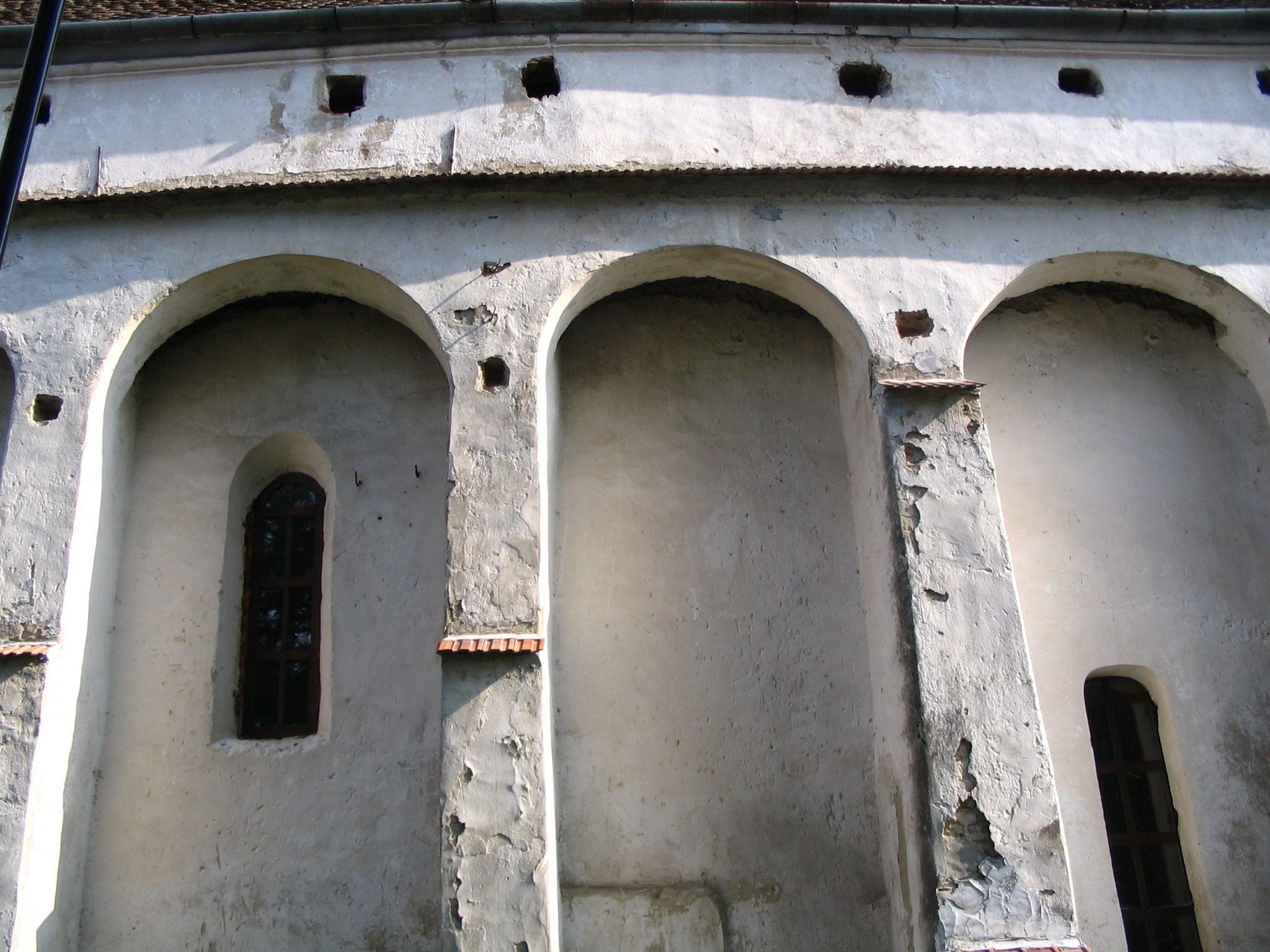
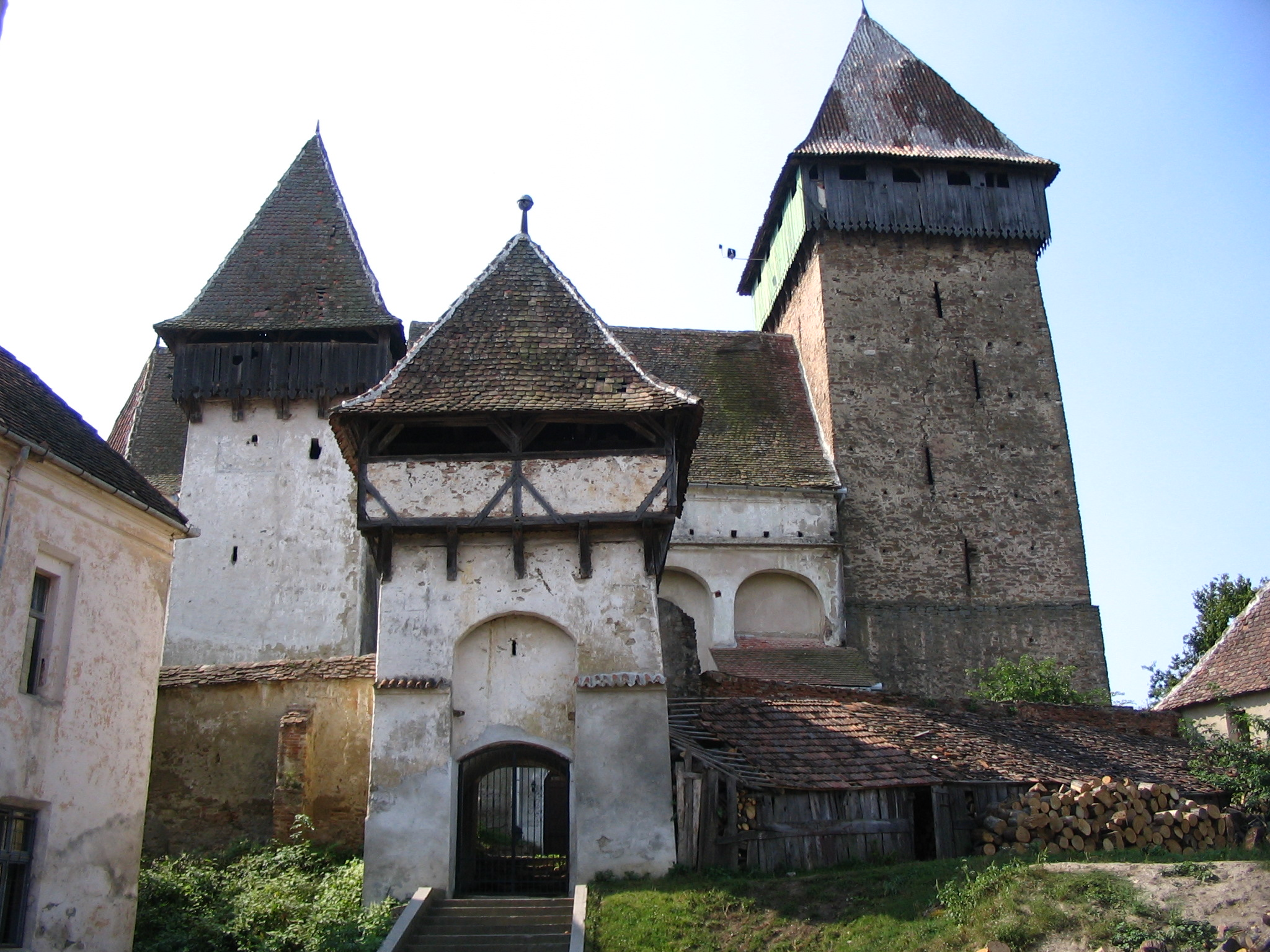
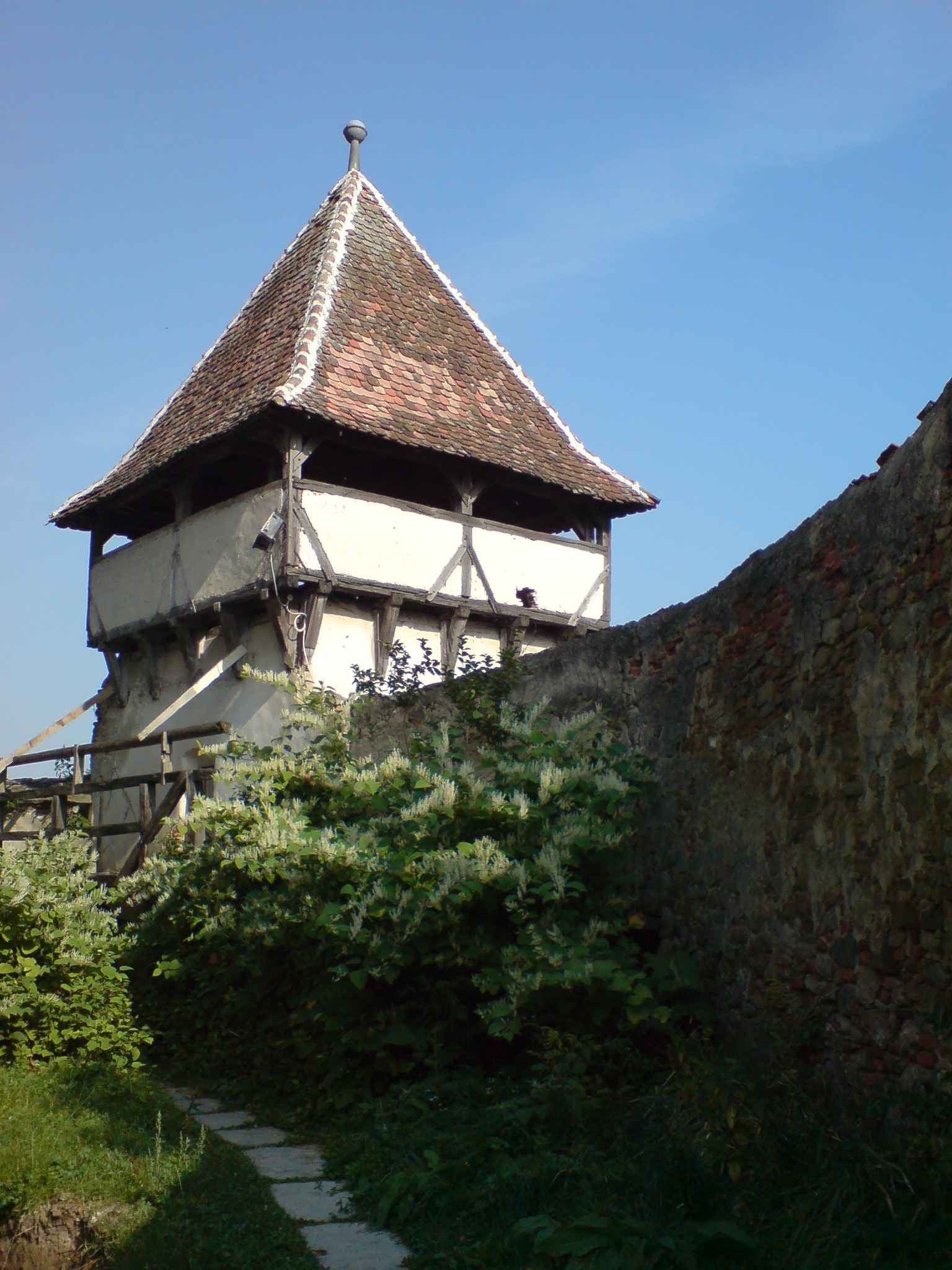
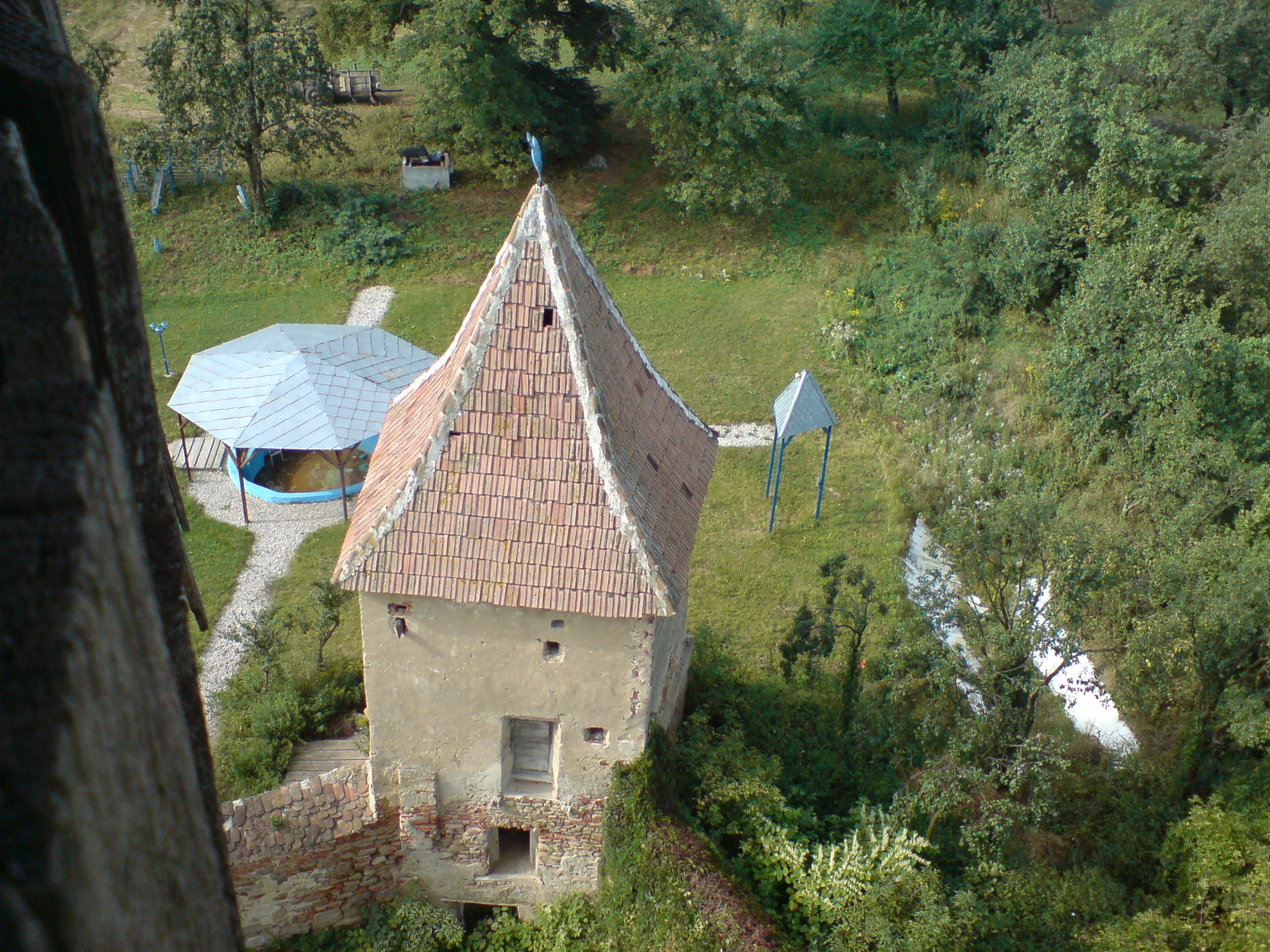
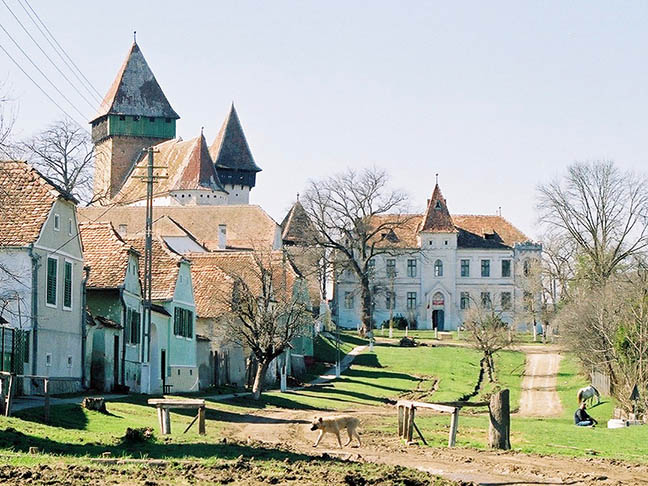
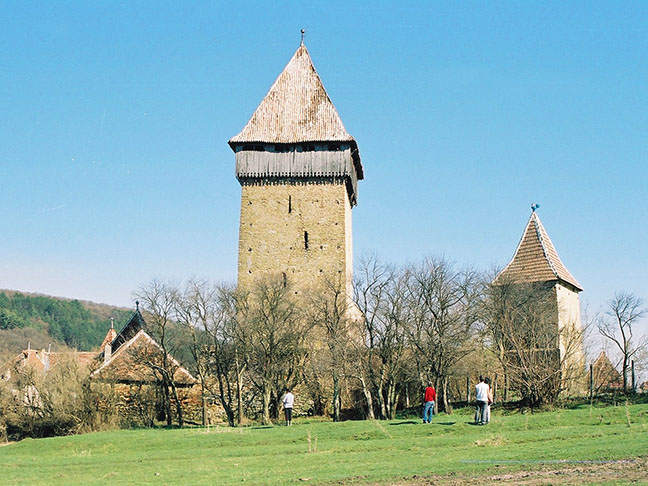

## Galerie de imagini
Galeria de mai jos prezintă o serie de desene realizate în Iacobeni (autor: Miehs Cristian-Mihail):

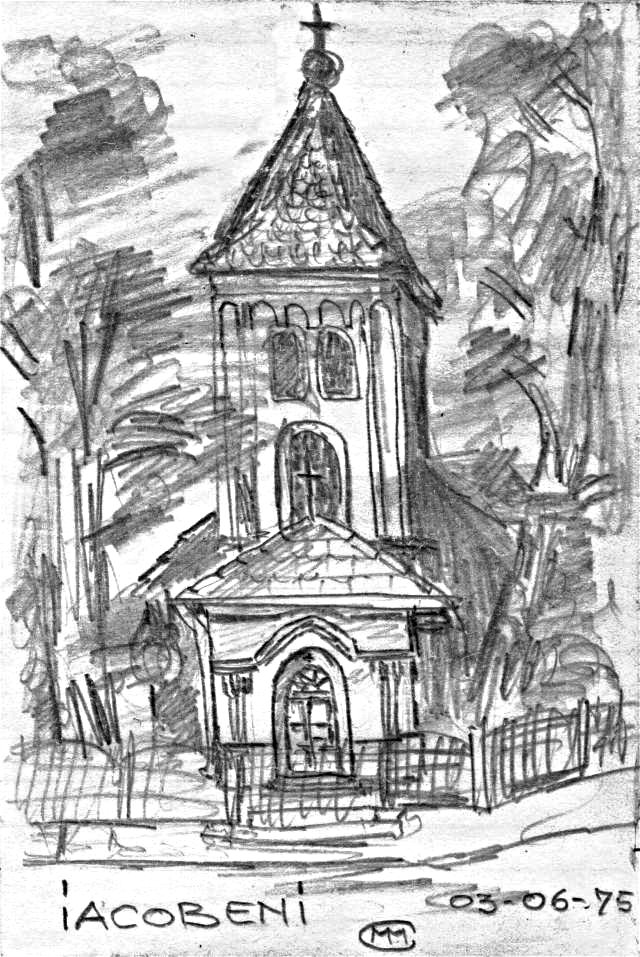
Iacobeni (Biserică)
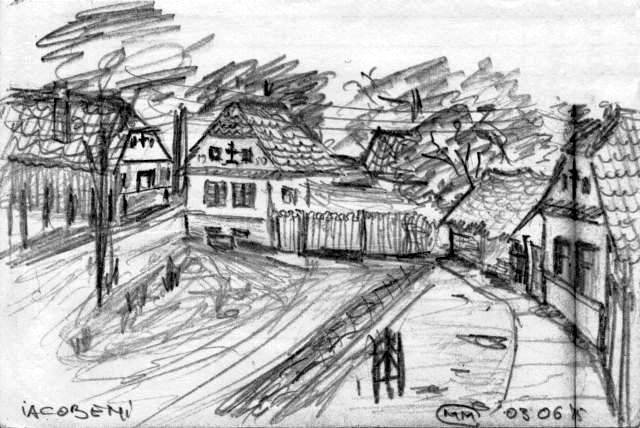
Iacobeni (intersecție)
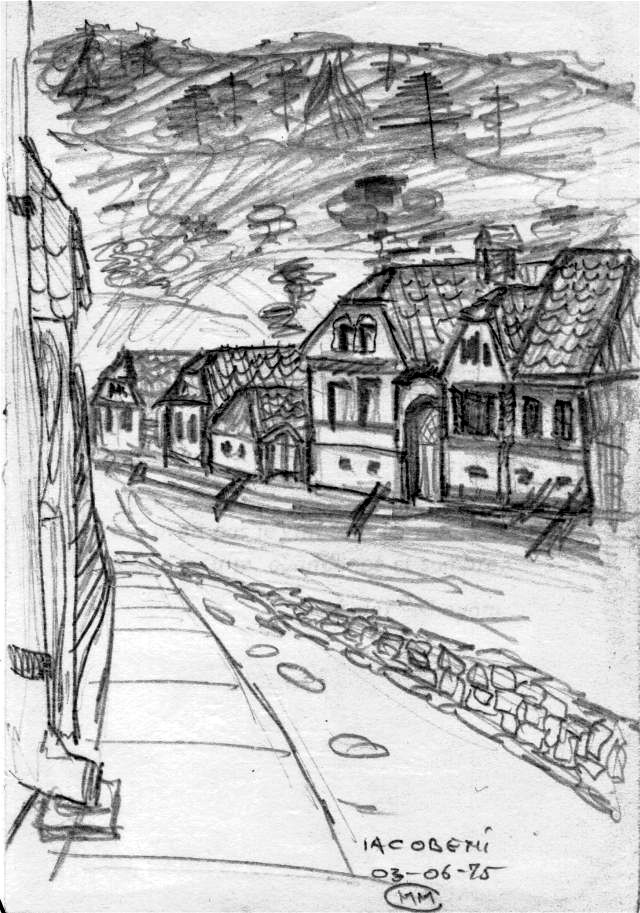
Iacobeni (șoseaua)